# Боєчко Марія
Боєчко Марія (*15 травня 1953, Мишин) — українська письменниця, поетеса, авторка пісень, журналіст, видавець. 21 жовтня 2007 року у місті Києві Міжнародним благодійним фондом Святої Марії у приміщенні Українського дому присвоєно почесний титул «Українська Мадонна».

## Біографічні відомості
Народилася Марія Боєчко 15 травня 1953 року в селі Мишині Коломийського району, що на Івано-Франківщині. Закінчила Мишинську школу, в 1972 році закінчила шкільний відділ Коломийського педагогічного училища. А згодом, 1978 року у Чернівцях, закінчила історичний факультет Чернівецького державного університету.
Працювала піонервожатою і художнім керівником Ходак-Велицької школи (Верховинський район), музичним керівником Ценявського та вихователем Ковалівського дитячих садків. З 1985 року — вчитель початкових класів Ковалівської школи.
Пані Марія є засновником і співавтором творчого проекту Колективної збірки «Джерельні дзвони». За невтомну працю на освітній ниві та сподвижництво, Марію Боєчко було номіновано титулом «Українська Мадонна».
Окрім упорядкування поетичних збірок та гуртування творчих особистостей, пані Марія, ще й сама пише вірші та пісні. Нею уже видано 5 власних поетичних збірок та збірка фольклору.